# Dusios

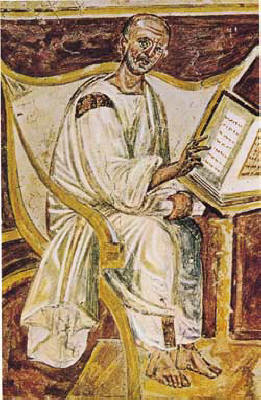
Santo Agostinho em um retrato do século VI

Na língua gaulesa, Dusios foi um ser divino entre os celtas continentais, identificado com o deus Pã da religião grega antiga e com os deuses Fauno, Ínuo, Silvano, e Íncubo da religião romana antiga. Como essas divindades, ele pode ser visto como de natureza múltipla, e referido no plural (dusioi), mais comumente em latim como dusii. Embora o Dusios celta não seja descrito em fontes da antiguidade tardia independentemente das divindades gregas e romanas, a funcionalidade comum dos outros residia na sua capacidade de engravidar animais e mulheres, muitas vezes de surpresa ou à força. Os Dusii continuam a desempenhar um papel nos sistemas de crenças mágico-religiosos da Gália e da Frância como um tipo de íncubo no paganismo e no cristianismo do início da Idade Média.

## Em Agostinho e Isidoro
Referências aos dusii aparecem nos escritos dos Padres da Igreja, onde são tratados como demônios. Os primeiros escritores cristãos ainda consideravam as religiões tradicionais da antiguidade como poderosos sistemas de crenças concorrentes. Em vez de negar a existência de deuses rivais, frequentemente buscavam demonstrar sua natureza inferior por meio de argumentos teológicos, ridículo, ou demonização. Santo Agostinho menciona os dusii em uma passagem que critica a crença de que, no início da história da humanidade, anjos pudessem ter relações sexuais com mulheres mortais, gerando a raça de gigantes ou heróis. Agostinho redefine as crenças tradicionais dentro de uma estrutura cristã e, nessa passagem, não faz uma distinção clara entre a natureza essencial dos anjos e dos demônios:

Frequentemente se ouve falar, cuja confiabilidade não deve ser questionada, pois é confirmada por diversas pessoas que sabem por experiência própria ou alheia, que Silvani e Pans, comumente chamados de íncubos, frequentemente apareciam para as mulheres como homens perversos, tentando dormir com elas e conseguindo. Esses mesmos demônios, a quem os gauleses chamam de Dusii, estão implacavelmente comprometidos com essa corrupção, tentando e conseguindo tantas coisas desse tipo que negá-las pareceria descarado. Com base nisso, não ouso arriscar uma afirmação definitiva sobre se pode haver alguns espíritos, de substância aérea (pois essa substância, quando posta em movimento por um leque, é percebida como sensação dentro do corpo e como tato), que tomam forma corporal e até mesmo experimentam esse desejo sexual, de modo que, por quaisquer meios possíveis, eles se misturam sensualmente com as mulheres. Mas os santos anjos de Deus não caíram de maneira semelhante durante aquela era — que eu acreditaria.

Isidoro de Sevilha ecoa de perto Agostinho, mas expande as identificações com outras figuras divinas:

Os 'peludos' (pilosi) são chamados em grego de Pans, em latim de Incubi, ou Inui por causa de sua entrada (ineundo) com animais por toda parte. Por isso também os Incubi são assim chamados porque o sexo ilícito é incumbente sobre eles. Pois muitas vezes os perversos também se apresentam às mulheres e conseguem dormir com elas. Os gauleses chamam esses demônios de Dusii, porque seduzem implacavelmente.

Isidoro parece estar tentando derivar dusius do advérbio adsidue, "persistentemente, diligentemente, constantemente". A palavra pode estar relacionada ao escandinavo Tusse, "fada". Mais provavelmente, está relacionado a um campo semântico de palavras indo-europeias, algumas significando "fantasma, vapor", como por exemplo o lituano dvãse, "espírito, fantasma" e dùsas, "vapor"; e outras significando "fúria" (Irlandês Antigo, dás-, "estar furioso"), particularmente no sentido divino, como o grego thuia, "bacante" e o latim furiae (as Fúrias). Também é possível, mas menos provável, que a palavra seja uma nominalização do prefixo gaulês dus-, "mau" (cf. grego dys-). Whitley Stokes conectou o dusii ao eslavo dusi ("espíritos"), dusa ("alma"), dusmus ("diabo"). A palavra bretã duz, um tipo de fada, goblin, ou changeling, é derivada por muitos estudiosos de dusios. Duz às vezes é citado como a origem de deuce como um nome para "diabo" na expressão "What the Deuce!".

## Associações agrícolas

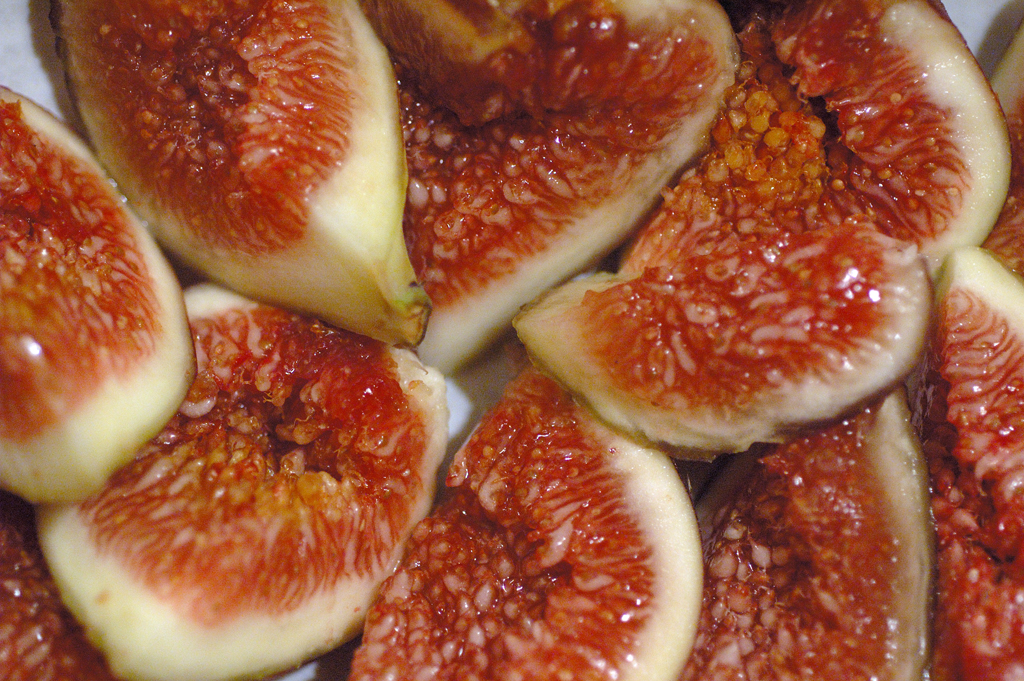
Figos, interior exposto

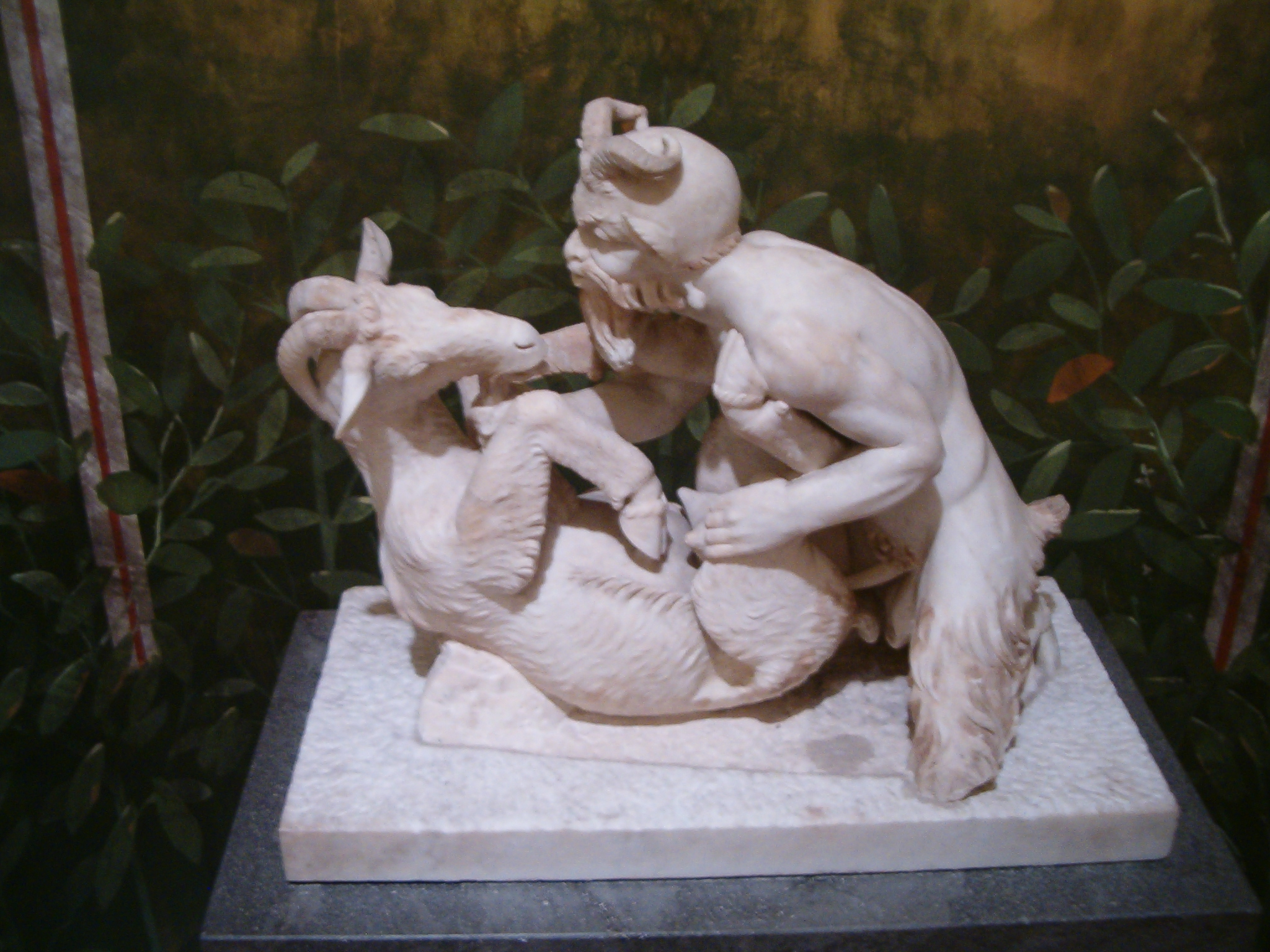
O Dusios foi identificado com Pã (na imagem), Fauno, Silvano, e Ínuo como um deus desenfreadamente fertilizador

O lexicógrafo Papias, escrevendo na década de 1040, diz que os Dusii são aqueles a quem os romanos chamam de Fauni ficarii. O adjetivo ficarius vem de ficus, "figo", e é aplicado a Fauno com frequência suficiente para sugerir um epíteto divino. "Figo" pode se referir ao poder de frutificação do deus, ou pode ser uma referência obscena aos hábitos bem conhecidos dos faunos de penetração aleatória (veja também Ínuo), já que "figo" era uma gíria grega para "ânus" e uma gíria latina para "ânus dolorido" e mais tarde "vagina". Um ritual de fertilidade envolvendo galhos e seiva da figueira macho era realizado por matronas romanas para Juno Caprotina, mais tarde identificada com Juno Sóspita, que vestia pele de cabra.
Plínio observa que o figo selvagem (chamado caprificus, "figo-cabra, caprifigo", porque era alimento para cabras) gera "moscas" ou vespas-do-figo chamadas ficarii (ficarios culices caprificus generat). O adjetivo ficarius caracteriza os "faunos-figos" e seus equivalentes, os dusii, por seus atos seriais e dispersos de fertilização.
Na Vida de São Ricardo, do século VIII, dusii hemaones ou dusii manes também ocorrem em ambientes hortícolas. Ricardo, nascido por volta de 560 em Amiens, Picardia, foi convertido ao cristianismo por missionários galeses. Sua vita registra uma crença entre seus companheiros picardos no norte da Gália de que os dusi, chamados de maones em algumas recensões, roubam colheitas e danificam pomares. Esses seres perigosos para a agricultura aparecem em outros autores medievais como Mavones, maones, manes e "Magonianos", sendo estes últimos invasores aéreos de plantações de uma terra mítica localizada nas nuvens.
É pouco evidente como os dusii poderiam ser uma forma sobrevivente dos Manes romanos, deuses infernais que eram sombras dos mortos, ou serem considerados piratas aéreos. Isidoro oferece uma pista quando diz que os manes são deuses dos mortos, mas seu poder está localizado entre a Lua e a Terra, a mesma região de nuvens por onde os magonianos viajavam. Essa existência aérea lembra a caracterização dos Dusii feita por Agostinho como "aéreos em substância" e aponta para as "histórias" arturianas envolvendo incubi daemones, "criaturas que misturam o angelical e o demoníaco, habitando o espaço incerto entre o sol e a lua". Narrativas de romances medievais sugerem que as mulheres fantasiam sobre esses encontros sexuais, embora uma visitação provavelmente seja representada por autores homens como assustadora, violenta, e diabólica.

## Tradição sobrevivente
Dusii estão entre as influências sobrenaturais e práticas mágicas que ameaçam os casamentos, como observado por Incmaro em seu tratado do século IX, De divortio Lotharii ("Sobre o divórcio de Lotário"): "Certas mulheres foram encontradas se submetendo a dormir com Dusii na forma de homens que estavam ardendo de amor." Na mesma passagem, Incmaro alerta sobre feiticeiras (sorciariae), bruxas (strigae), vampiras (lamiae) e magia na forma de "objetos enfeitiçados por feitiços, compostos de ossos de mortos, cinzas e brasas mortas, cabelos retirados da cabeça e da área púbica de homens e mulheres, pequenos fios multicoloridos, várias ervas, conchas de caracóis e pedaços de cobra".

Brasão de armas prussiano do século XIX representando "homens selvagens" da floresta

A forma Dusiolus, um diminutivo, aparece em um sermão com os seres aquatiquus (de aqua, "água") e Geniscus, possivelmente uma forma do Gênio romano ou do gaulês Genius Cucullatus, cuja forma encapuzada sugeria ou representava um falo. De acordo com os "camponeses" (rustici homines), estes e as bruxas (striae) ameaçam crianças e gado.
Gervásio de Tilbury (ca. 1150-1228) aborda os dusii em seu capítulo sobre lâmias e "larvas noturnas". Embora se baseie diretamente em Agostinho, chamando os dusii de íncubos e comparando-os a Silvanos e Pans, ele os considera sexualmente ameaçadores tanto para homens quanto para mulheres.
O dusios funde-se posteriormente com o conceito do homem selvagem; ainda no século XIII, Thomas Cantipratensis afirmava que os dusii ainda eram uma parte ativa da prática e crença do culto. Em sua alegoria sobre as abelhas, Thomas declara que "vemos as muitas obras do demônio Dusii, e é para elas que o povo costumava consagrar os bosques cultivados da antiguidade". O povo da Prússia ainda acredita que as florestas são consagradas a eles; eles não ousam cortá-las e nunca colocam os pés nelas, exceto quando desejam fazer sacrifícios aos seus próprios deuses". No século XVII, Johannes Praetorius conjecturou de forma bastante descontrolada que dusios deveria ser drusios, conectado ao deus Silvano e às florestas e à palavra "druida". O folclorista irlandês do século XIX, Thomas Crofton Croker, pensava que os dusii eram uma forma de espíritos da floresta ou domésticos e trata deles em um capítulo sobre elfos.